# Globe 40
La Globe 40 est une course autour du monde de voiliers Class40, en double, en huit étapes. Elle part de Tanger le 26 juin 2022 et se termine à Lorient en mars 2023. Le parcours théorique est d’environ 30 000 milles (55 560 kilomètres). La course est remportée par Sec Hayai, le plus ancien bateau de la flottille, mis à l'eau en 2007, barré par les Néerlandais Frans Budel et Ysbrand Endt.

## Histoire

### Départ prévu en 2021
En mai 2020, malgré la pandémie de covid-19, l'organisateur Sirius Événements confirme la tenue de la course en 2021. À ce moment-là, 16 équipes sont officiellement engagées, et l'organisateur vise un plateau d'une vingtaine d'équipes. La course doit partir de France et compter 140 jours de mer pour le premier arrivé, avec 120 jours de repos. Deux prologues doivent avoir lieu, l'un partant de La Rochelle, l'autre de Marseille, pour tous deux arriver à Tanger, au Maroc,.

### Départ reporté à 2022
En décembre 2020, l'organisation annonce le report de la course à 2022,. Ce sont finalement sept bateaux qui sont engagés,. Il y a un seul prologue. Il s'élance de Lorient pour rejoindre Tanger, où va s'effectuer le départ de la première étape,. C'est la première fois qu'un tour du monde à la voile part du continent africain,. L'arrivée de la dernière étape, prévue à Lisbonne, aura lieu à Lorient.

### Édition 2025-2026
Une deuxième édition de la Globe 40 est prévue en 2025,, année sans Route du Rhum, ce qui devrait permettre d'attirer plus de bateaux français.

## Règlement
Les règles de course sont celles de l’International Sailing Federation, de la Fédération française de voile et de la Class40.
Les équipes comptent au minimum deux marins, et au maximum six. Chaque étape se court en double, mais il est possible de changer l'un des deux équipiers à chaque étape.
Huit voiles par bateau sont autorisées. Trois voiles de rechange permettent des remplacements lors des escales, à l'exception de la grand-voile. En cas de changement de grand-voile ou de plus de trois voiles (hors grand-voile), une pénalité en temps est appliquée.

## Parcours
Le parcours théorique est d’environ 30 000 milles (55 560 kilomètres).
| Événement | Départ         | Arrivée          | Départ        | Arrivée       | Coefficient  | Distance |
| --------- | -------------- | ---------------- | ------------- | ------------- | ------------ | -------- |
| Prologue  | 11 juin 2022   |                  | Lorient       | Tanger        | pas de score | 0966 M   |
| Étape 1   | 26 juin        | 3 juillet        | Tanger        | Mindelo       | 1            | 1 722 M  |
| Étape 2   | 17 juillet     | 18 août          | Mindelo       | Port-Louis    | 3            | 6 210 M  |
| Étape 3   | 11 septembre   | 6 octobre        | Port-Louis    | Auckland      | 3            | 6 245 M  |
| Étape 4   | 27 octobre     | 8 novembre       | Auckland      | Papeete       | 2            | 2 300 M, |
| Étape 5   | 26 novembre    | 15 décembre 2022 | Papeete       | Ushuaïa       | 3            | 4 588 M  |
| Étape 6   | 8 janvier 2023 | 25 janvier       | Ushuaïa       | Recife        | 2            | 3 289 M  |
| Étape 7   | 5 février      | 14 février       | Recife        | Saint-Georges | 1            | 2 067 M  |
| Étape 8   | 24 février     | 13 mars 2023     | Saint-Georges | Lorient       | 2            | 3 303 M  |

Les données proviennent du site officiel de la Globe 40,.

## Participants

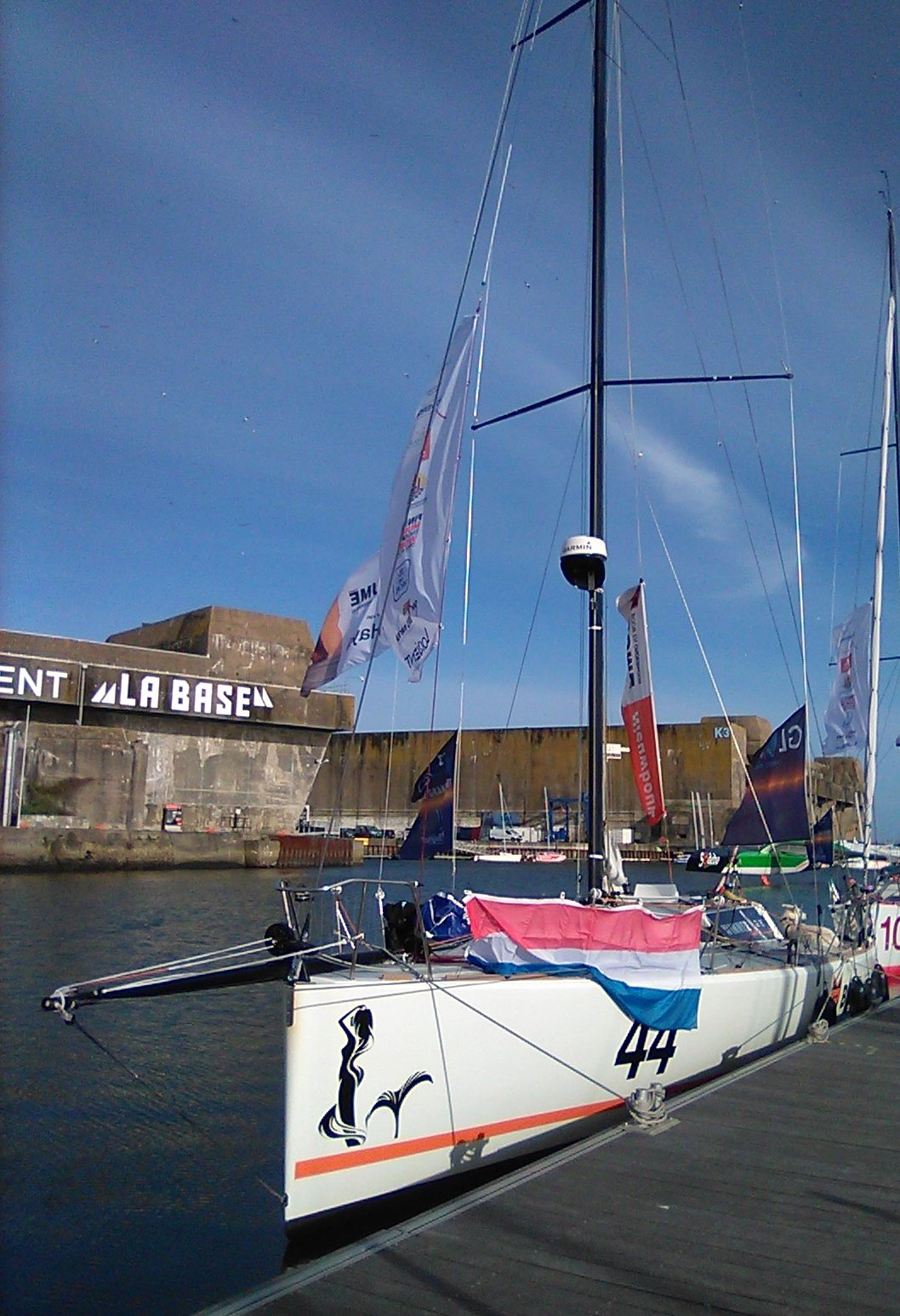
Sec Hayai
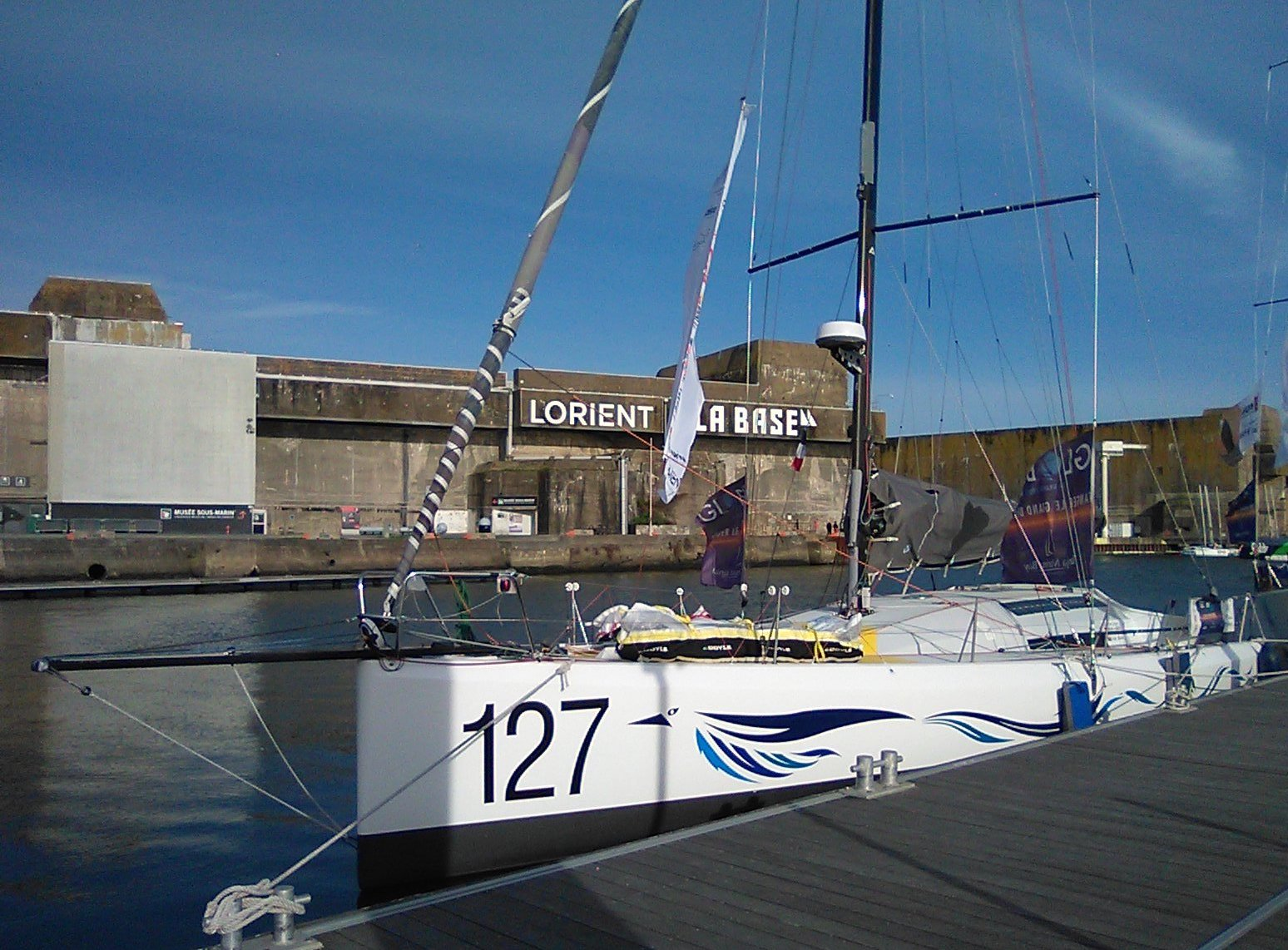
Amhas II
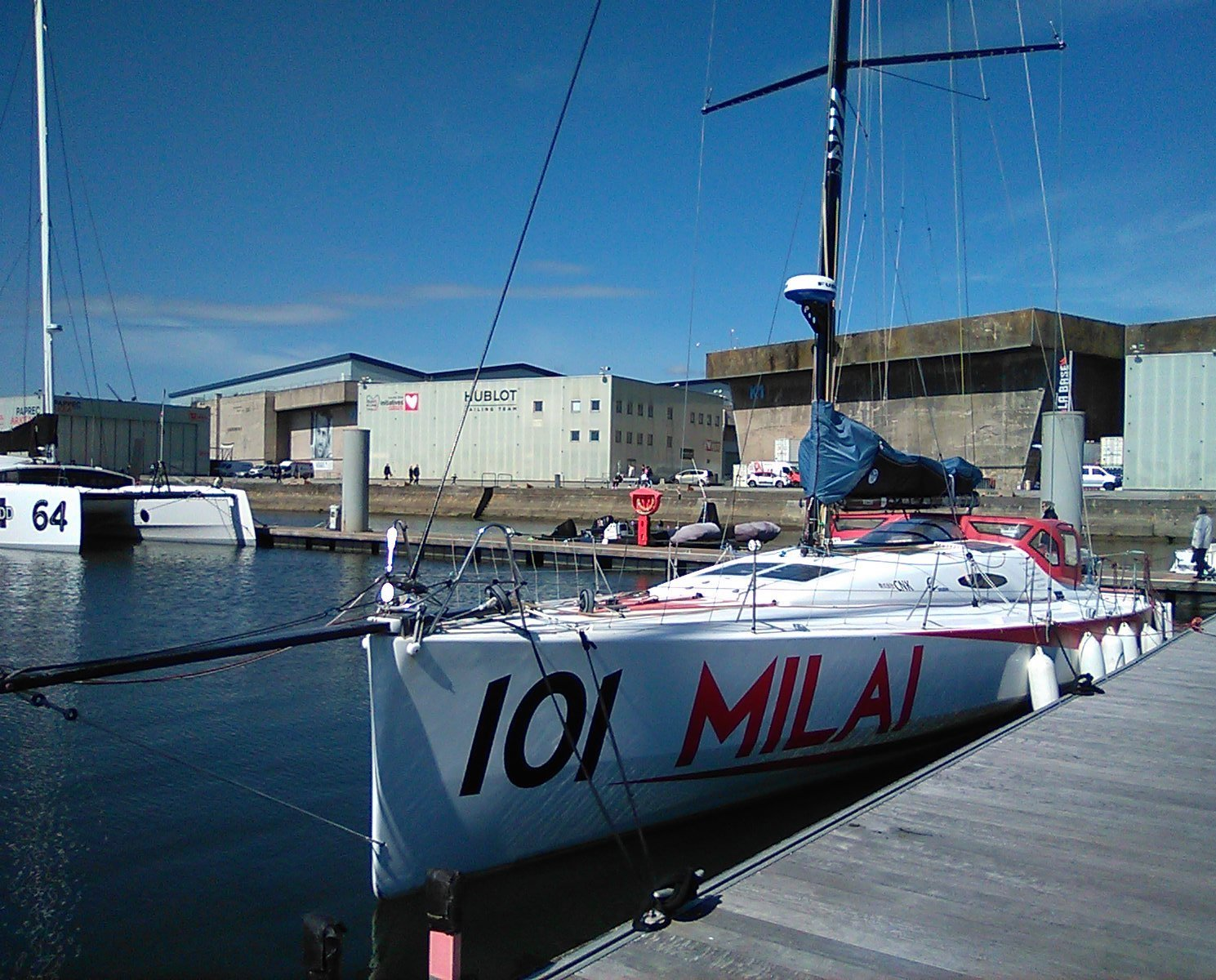
Milai around the world
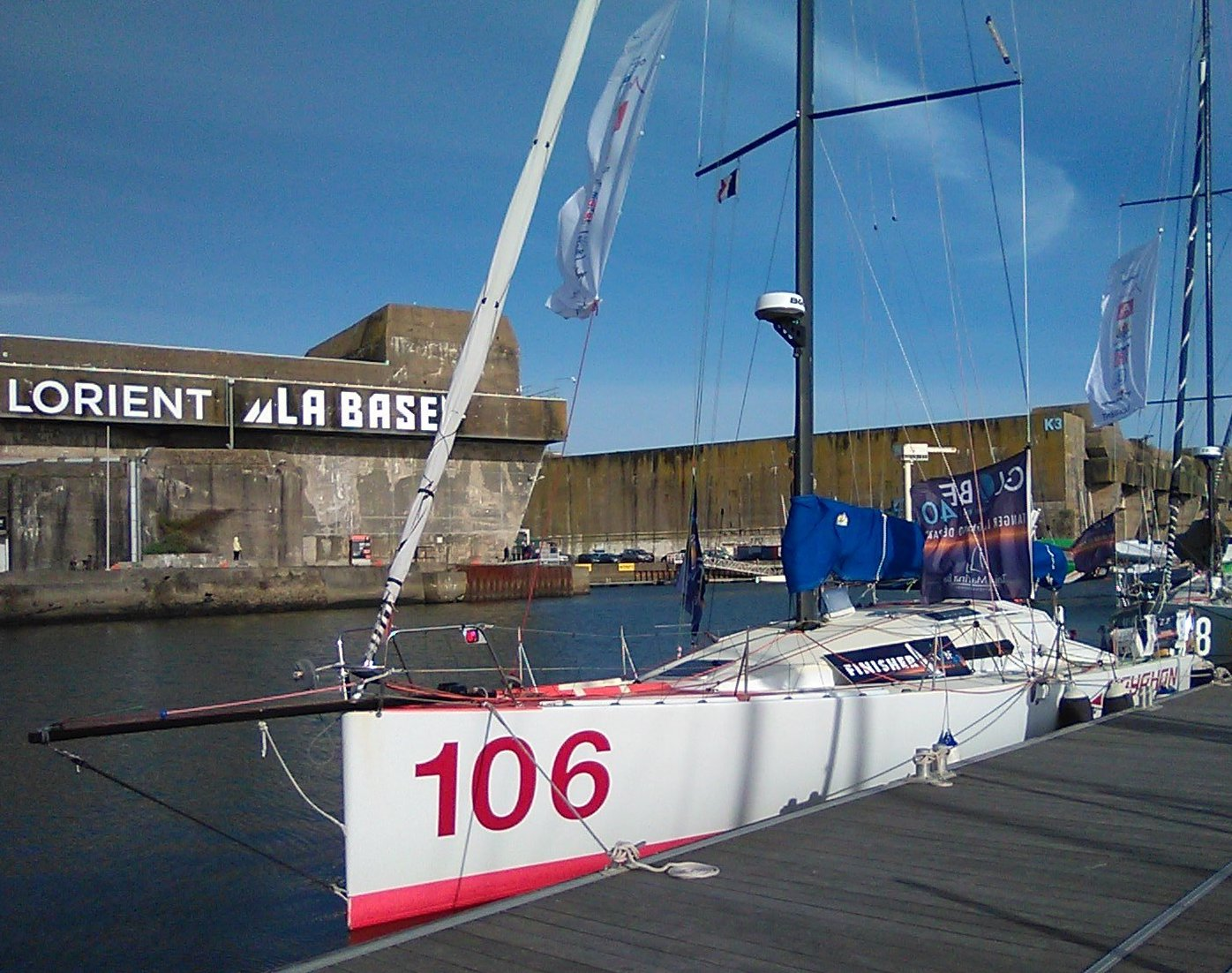
Gryphon Solo 2
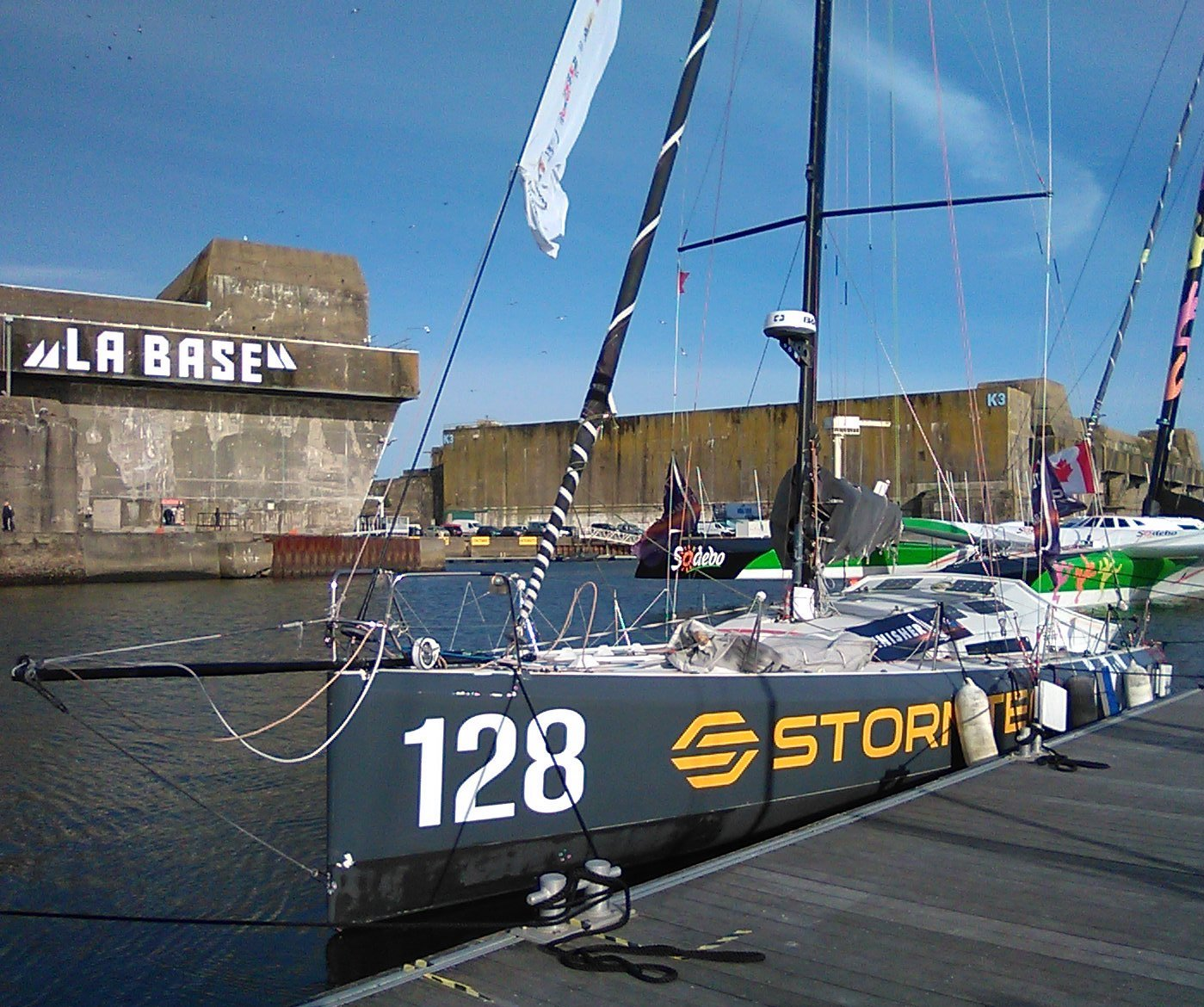
Whiskey Jack
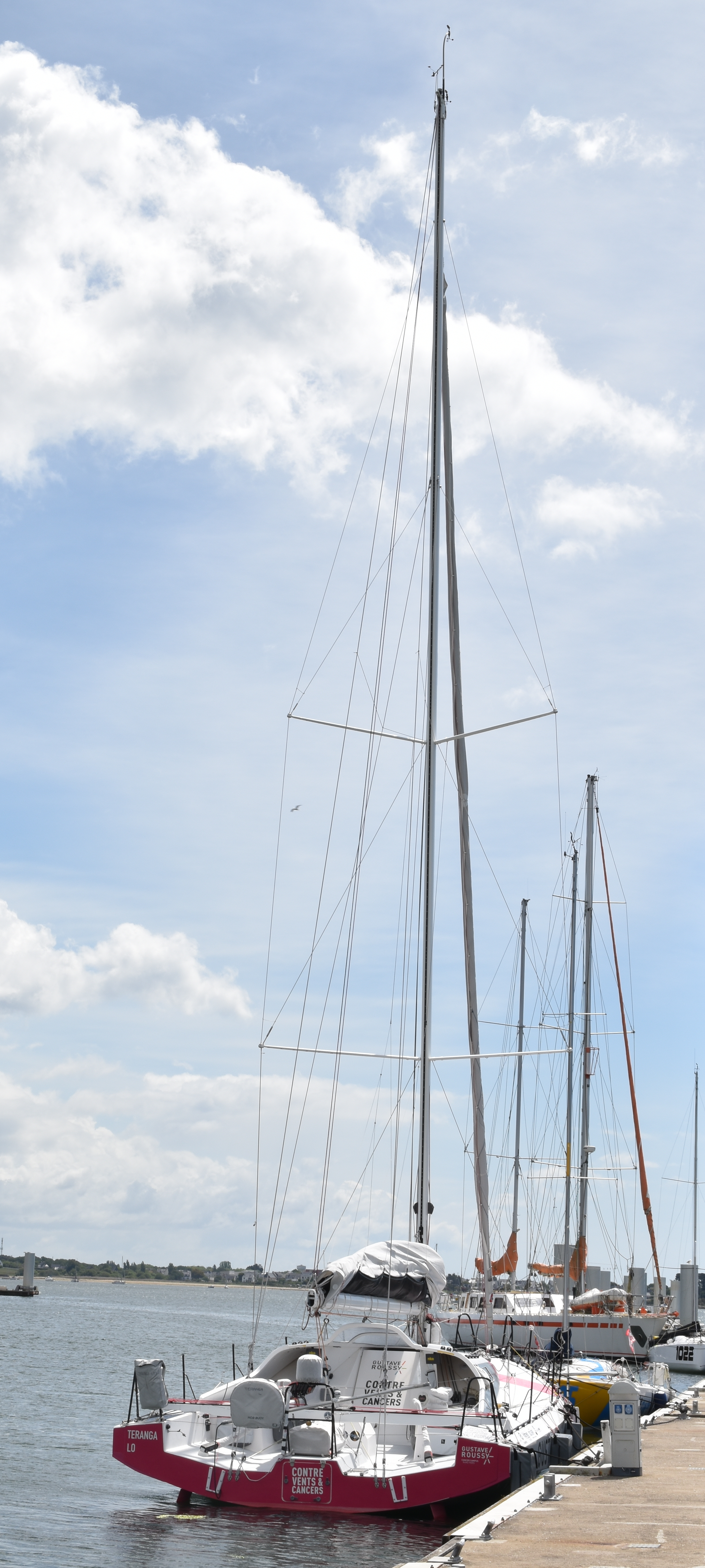
Ibn Battouta

La flottille est constituée au départ de sept Class40, voiliers monocoques de 12,19 mètres.
| Bateau                    | Skipper                     | Co-skipper                                                                                    |
| ------------------------- | --------------------------- | --------------------------------------------------------------------------------------------- |
| Sec Hayai                 | Frans Budel                 | Ysbrand Endt                                                                                  |
| Amhas                     | Micah Davis Craig Horsfield | Brian Harris Kyle Hubley Oliver Bond James Oxenham                                            |
| Milai around the world    | Masa Suzuki                 | Estelle Greck Koji Nakagawa Andrea Fantini Luca Rosetti                                       |
| Gryphon Solo 2            | Joseph Harris               | Roger Junet                                                                                   |
| Whiskey Jack              | Mélodie Schaffer            | Mikael Ryking Jacques Gary Paul Stratfold Jeronimo Santos Gonzalez Robert Phillips Tom Pierce |
| Ibn Battouta Tribute 2022 | Simon Boussikouk            | Omar Bensenddik                                                                               |
| The Globe en solidaire    | Éric Grosclaude             | Enguerrand Granoux                                                                            |

Ces données proviennent du site officiel de la Globe 40.

## Déroulé

### Prologue. Lorient-Tanger
Le bateau japonais Milai Around The World subit une attaque d'orques au large de Gibraltar. Un safran est endommagé. Milai remporte cependant le prologue, pour lequel aucun point n'est attribué.

### 1reétape. Tanger-Mindelo. Coefficient  1
Ibn Battouta Tribute 2022 n'a pu recevoir sa grand-voile avant le départ. Il va devoir courir l'étape 1 avec une voile de réserve en mauvais état.
Le 26 juin 2022, le départ est marqué par un abordage entre The Globe en solidaire et Whiskey Jack. Le bateau canadien peut continuer. Mais, sur le bateau français, les dégâts sont importants (bout-dehors cassé, chandeliers pliés) : Éric Grosclaude et Enguerrand Granoux abandonnent,.
Déjouant habilement le piège du dévent de Madère, Milai creuse une avance de 70 milles sur Sec Hayai. Il récidive avec le dévent de Tenerife, et porte son avance à 144 milles. Masa Suzuki et Koji Nakagawa arrivent en vainqueurs à Mindelo le 3 juillet, ayant parcouru 1 884 milles en 7 jours, 2 heures et 25 minutes.

### 2eétape. Mindelo-Port-Louis. Coefficient 3
Dans la deuxième étape, Ibn Battouta abandonne pour cause d'avarie sur le vérin hydraulique de la barre. Milai mène la course, talonné à une trentaine de milles par Amhas. Mais le bateau japonais connaît des soucis de quille. Celle-ci bouge et produit des vibrations fortes. Milai doit s'arrêter une semaine au Cap pour réparer. Amhas prend la tête et ne va plus la lâcher :  le 22 août, l'Américain Craig Horsfield et le Britannique Oliver Bond sont les premiers à Port-Louis, venant de parcourir 7 667 milles en 35 jours, 10 heures et 42 minutes.

### 3eétape. Port-Louis-Auckland. Coefficient 3
La troisième étape est un duel constant entre Sec Hayai et Milai : Sec Hayai mène, mais l'écart entre les deux bateaux ne dépasse pratiquement jamais 20 milles. Sec Hayai a le dernier mot : le 15 octobre, les Néerlandais Frans Budel et Ysbrand Endt  arrivent en tête à Auckland avec 3,5 milles d'avance sur Milai. Ils ont parcouru 7 040 milles en 34 jours, 8 heures et 18 minutes. Sec Hayai prend la tête au classement général, devant Amhas et Milai.

### 4eétape. Auckland-Papeete. Coefficient 2

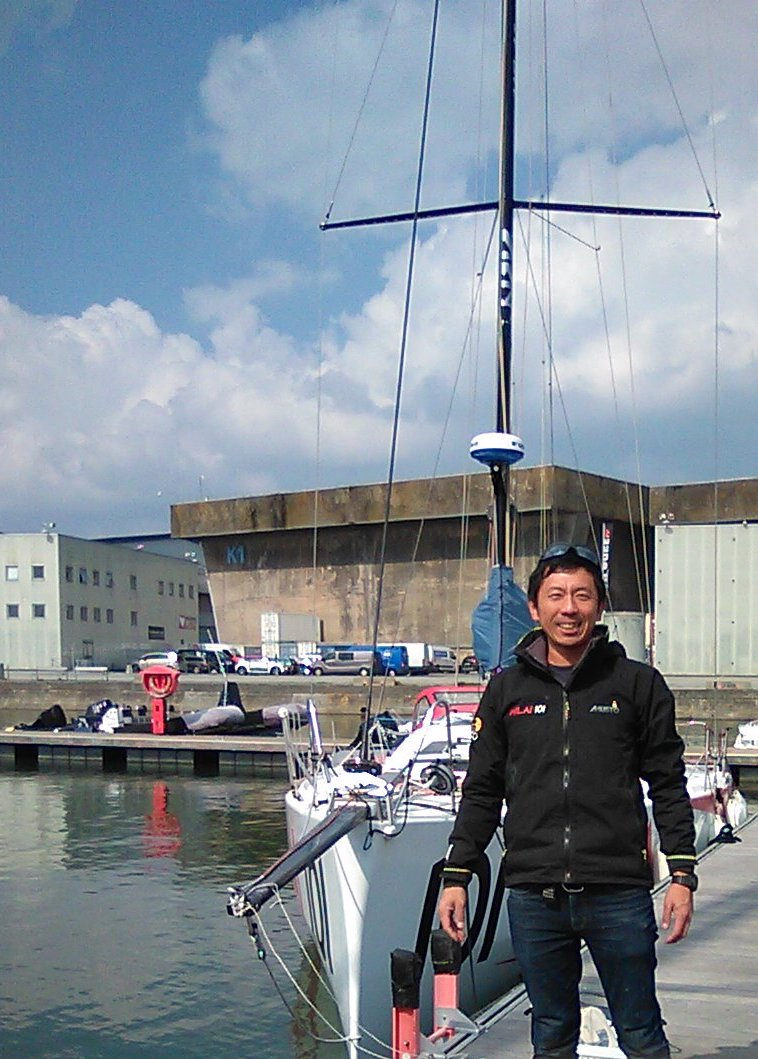
Masa Suzuki, skipper de Milai, vainqueur du prologue et des étapes 1, 4 et 5.

La quatrième étape est marquée par une nouvelle arrivée à suspense. Les concurrents doivent aller enrouler Bora-Bora, avant de redescendre vers Papeete. Il reste alors 140 milles, face au vent. Amhas dispose d'une quarantaine de milles d'avance. Mais une mauvaise option lui fait perdre cette avance. Milaï et Sec Hayai reviennent à sa hauteur, et c'est Milai qui franchit la ligne en tête, sept minutes avant Amhas. Arrivés le 10 novembre, les trois premiers auront parcouru 2 550 milles en  12 jours. Sec Hayai mène toujours au classement général.

### 5eétape. Papeete-Ushuaïa. Coefficient 3
Dans la première semaine de l'étape 5, les vents sont faibles ou moyens, et le classement varie en fonction des options de chacun. Les deux semaines suivantes, au portant, dans les vents forts du sud, Milai est le plus rapide. Il domine la course. Masa Suzuki et Estelle Greck doublent les premiers le cap Horn, le 16 décembre 2022, à 9 h 36 UTC. Le soir même, à 20 h 54, ils franchissent en tête la ligne d'arrivée, située dans l'entrée est du canal Beagle, à 70 milles d'Ushuaïa. Ils ont passé 19 jours et 19 heures en mer, parcourant 4 682 milles. Le deuxième, Sec Hayai, est à 80 milles. Milai se hisse à la deuxième place au classement général, à un point de Sec Hayai, toujours leader.

### 6eétape. Ushuaïa-Recife. Coefficient 2
Après le détroit de Le Maire, Milai prend une option « est » qui se révèle payante. Il compte bientôt 100 milles d'avance. Mais, au cinquième jour de course, le 12 janvier 2023, il heurte un ofni. Masa Suzuki et Estelle Greck se déroutent alors vers le port argentin de Mar del Plata, qu'ils atteignent le 16 janvier.
Pour les autres concurrents, la remontée jusqu'à la latitude de Rio se révèle pénible, entre calmes, dépressions, grains et flottilles de pêche. En tête, Sec Hayai creuse à son tour un écart d'une centaine de milles, avant de s'égarer dans une option ouest qui lui fait perdre cette avance. Plus à l'est, les deux bateaux américains, Amhas et Gryphon Solo 2 prennent le commandement. Amhas arrive le premier à Recife le 29 janvier, à 2 h 48 UTC. Craig Horsfield et James Oxenham ont parcouru les 3 803 milles de la route théorique en 20 jours, 10 heures et 48 minutes. Arrivé 2e, Gryphon Solo 2 se voit infliger une pénalité en temps pour changement de voile non autorisé. De ce fait, Sec Hayai, arrivé 3e, prend la deuxième place. Au classement général, Sec Hayai mène toujours, précédant Amhas de 3 points et Milai de 9 points.
À Mar del Plata, Milai est en réparation. Les dégâts sont bien plus importants que prévu : bulbe de quille éclaté, cloisons défoncées. Masa Suzuki nourrit l'espoir de repartir le 15 février.

### 7eétape. Recife-Saint-Georges. Coefficient 1
Dans l'avant-dernière étape, deux choix tactiques se dessinent : Amhas et Gryphon Solo 2 vont chercher le vent au large, tandis que Sec Hayai préfère bénéficier d'un courant fort en serrant la zone d'exclusion côtière. La lutte est tout d'abord indécise. Mais la route le long de la zone d'exclusion côtière finit par se révéler la plus profitable. Sec Hayai mène la course plusieurs jours durant, pourchassé par le bateau canadien Whiskey Jack, qui se rapproche peu à peu, le dépasse et le laisse 50 milles derrière lui. Mélodie Schaffer et Tom Pierce battent à cette occasion le record de l'épreuve sur 24 heures : 347 milles, soit une moyenne de 14,5 nœuds. Le 14 février, à 2 h 9 UTC, Whiskey Jack arrive en tête à Saint-Georges, après 2 123 milles parcourus en 8 jours et 8 heures. Sec Hayai prend la deuxième place, et Amhas la troisième.
Le classement général ne change pas. Sec Hayai demeure en tête. Son avance est maintenant de 4 points (au lieu de 3) sur Amhas, 2e. Mais, la dernière étape étant à coefficient 2, Amhas reste en position de gagner le tour du monde : il lui suffirait d'arriver à Lorient devant Sec Hayai avec un écart de deux places. Milai, toujours en réparation à Mar del Plata, garde la troisième place.

### 8eétape. Saint-Georges-Lorient. Coefficient 2

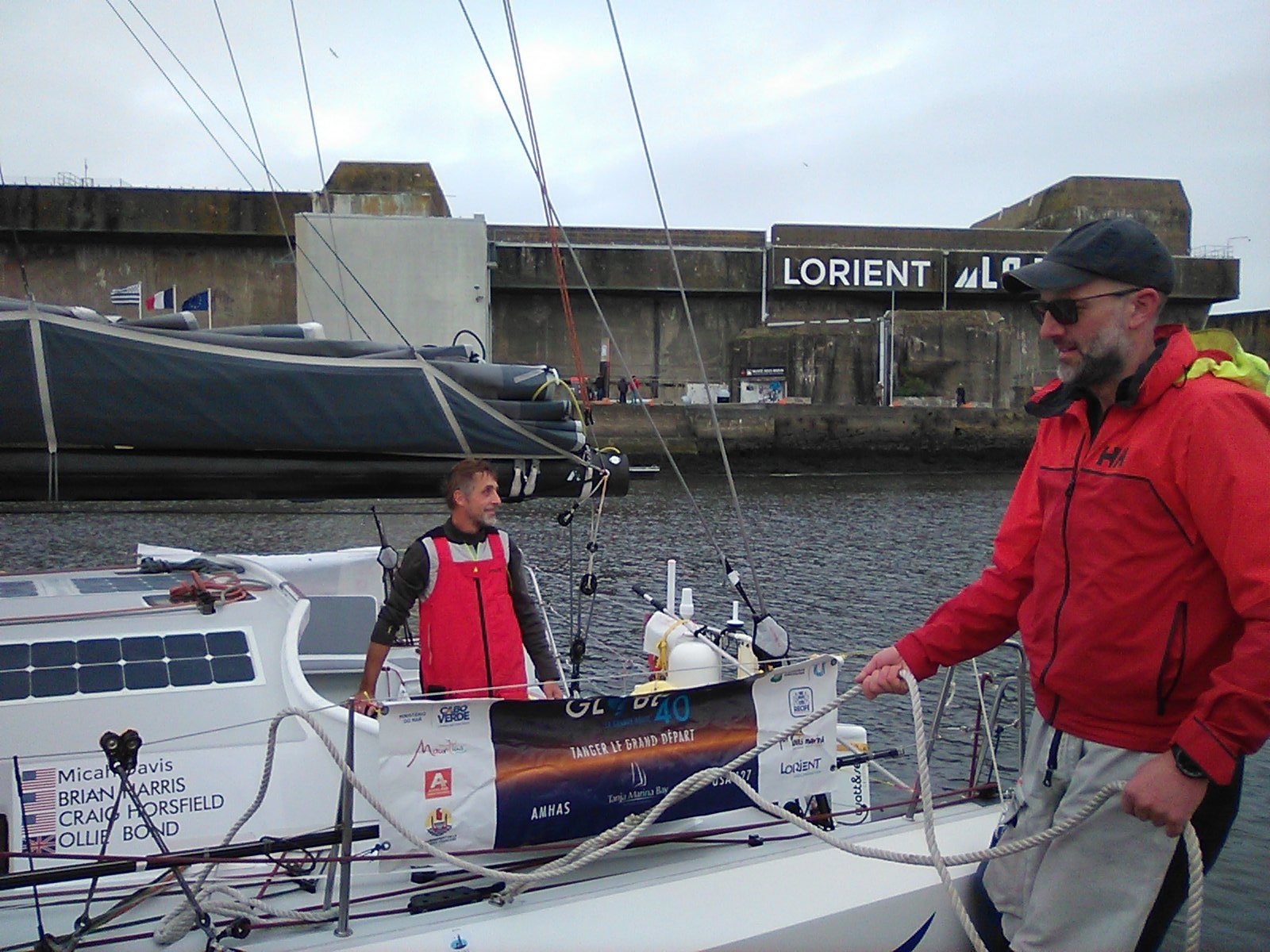
Vainqueurs de la dernière étape à bord d'Amhas, le skipper Craig Horsfield (à gauche) et Oliver Bond accostent, bouclant le tour du monde.

Le départ de la dernière étape est donné le 24 février. Le même jour, Milai quitte enfin l'Argentine, après un mois et demi de travaux. Les concurrents restent plusieurs jours prisonniers d'une vaste dorsale qui prolonge l'anticyclone des Açores. Lorsqu'ils atteignent enfin les vents portants, ils vont rencontrer les conditions peut-être les plus dures de leur tour du monde. Sur la route des Açores, ils subissent quatre fortes dépressions avec des vents jusqu'à 62 nœuds et des creux de 6 à 8 mètres. Après les Açores, ils essuient deux nouvelles dépressions. Enfin, le 13 mars, en doublant le cap Finisterre, Amhas, en tête, est contraint de ralentir pour éviter le plus fort d'un nouveau coup de vent. « Nous étions confrontés à des vagues de 10 mètres et des vents de plus de 50 nœuds », racontera Craig Horsfield. Mais, derrière Amhas, Sec Hayai se fait pressant, et les Américains doivent remettre de la toile. Le 15 mars 2023, à 15 h 5 UTC,  Amhas remporte à Lorient sa troisième victoire d'étape. Craig Horsfield et Oliver Bond ont parcouru 3 600 milles en 19 jours.

### Sec Hayaivainqueur du tour du monde
Le soir même, à 19 h 45 UTC, les Néerlandais Frans Budel et Ysbrand Endt terminent l'étape à la deuxième place. Pour une différence de deux points au classement général, ils sont les vainqueurs d'un tour du monde de 33 311 milles, effectué en 161 jours de mer à bord de Sec Hayai, le plus vieux bateau de la flottille, mis à l'eau en 2007. 
Au classement final, Amhas est donc 2e. Gryphon Solo 2, qui finit 3e de l'étape, est 4e du tour du monde. Le 19 mars, Whiskey Jack, retardé par une escale à la Guadeloupe pour réparer un safran, finit 4e de l'étape et 5e au classement général.
Trois semaines plus tard, le 8 avril, Milai arrive à Lorient sans avoir pu disputer les trois dernières étapes. Cependant son bon début de course (trois étapes gagnées sur cinq) lui permet de finir à la 3e place au classement général.

## Classement
Ces données proviennent du site officiel de la Globe 40,,,.
L'équipe gagnant la course est celle qui obtient le moins de points, selon les règles de courses à la voile en France. 
Un coefficient de 1 à 3 est attribué à chaque étape, selon son niveau de difficulté. Pour connaître l'équipe gagnante, il faut multiplier le nombre de points obtenus à chaque étape par le coefficient de l'étape.
Des circonstances particulières entraînent un ajout de 8,16 ou 24 points (selon le coefficient de l'étape). Elles sont désignées par les sigles :
- DNF (le navire n'a pas terminé l'étape) ;
- DNC ou DNS (le navire n'était pas présent au départ) ;
- RET (le navire a abandonné la course).

Les points attribués, étape par étape, sont les suivants :
| Classe- ment final | Bateau                    | Étape 1 Tanger- Mindelo coef. 1 | Étape 2 Mindelo- Port-Louis coef. 3 | Étape 3 Port-Louis- Auckland coef. 3 | Étape 4 Auckland- Papeete coef. 2 | Étape 5 Papeete- Ushuaïa coef. 3 | Étape 6 Ushuaïa- Recife coef. 2 | Étape 7 Recife- Saint-Georges coef. 1 | Étape 8 Saint-Georges- Lorient coef. 2 | Total sans coef. | Total avec coef. |
| ------------------ | ------------------------- | ------------------------------- | ----------------------------------- | ------------------------------------ | --------------------------------- | -------------------------------- | ------------------------------- | ------------------------------------- | -------------------------------------- | ---------------- | ---------------- |
| 1                  | Sec Hayai                 | 2                               | 2                                   | 1                                    | 3                                 | 2                                | 2                               | 2                                     | 2                                      | 16               | 33               |
| 2                  | Amhas                     | 3                               | 1                                   | 3                                    | 2                                 | 3                                | 1                               | 3                                     | 1                                      | 17               | 35               |
| 3                  | Milai                     | 1                               | 4                                   | 2                                    | 1                                 | 1                                | DNF                             | DNC                                   | DNC                                    | 33               | 60               |
| 4                  | Gryphon Solo 2            | 5                               | 5                                   | 4                                    | 4                                 | 4                                | 3                               | 4                                     | 3                                      | 32               | 68               |
| 5                  | Whiskey Jack              | 6                               | 3                                   | 5                                    | 5                                 | 5                                | 4                               | 1                                     | 4                                      | 33               | 72               |
| 6                  | Ibn Battouta Tribute 2022 | 4                               | RET                                 | DNC                                  | DNC                               | DNC                              | DNC                             | DNC                                   | DNC                                    | 60               | 132              |
| 7                  | The Globe en solidaire    | RET                             | DNS                                 | DNC                                  | DNC                               | DNC                              | DNC                             | DNC                                   | DNC                                    | 64               | 136              |

## Course virtuelle
Une course virtuelle s'est disputée sur Virtual Regatta. Le départ est resté fixé à la date prévue initialement pour la Globe 40, le 27 juin 2021. L'objectif était de 500 000 joueurs sur toutes les étapes cumulées,,.